# Звіт 51
Звіт 51 — італійський науково-фантастичний фільм жахів 2013 року, знятий режисером Алессіо Лігуорі. Прем'єра відбулася на фестивалі «Science+Fiction» у Трієсті в листопаді 2013 року

## Про фільм
Повертаючись з випускного вечора морозної зимової ночі, четверо друзів мають справу із незрозумілою поломкою автомобіля. Кілька днів по тому, завдяки перегляду кадрів, знятих їхньою відеокамерою, вони виявляють, що мимовільно були свідками НЛО.
Аби дізнатися більше про те, що трапилося, вони вирішують поїхати на вихідні. Вони перебувають в сільському будинку у лісі, зовсім недалеко від місця дивної події. Привід шукати інопланетян, незабаром змінюється сумною правдою.
Переслідувані хлопці повинні будуть змирятися зі своїми сварками та погано прихованими почуттями, щоб вижити перед потойбічною загрозою.

## Знімались
| Актор          | Роль   |
| -------------- | ------ |
| Мікела Бруні   | Ембер  |
| Лука Гуастіні  | Джеймс |
| Віола Граціозі | Лінда  |